# Aquarius Records
Aquarius Records est un label de musique anglophone.
En 1969, le Montréalais Eddy Rigato doit trouver un label pour les artistes comme Corey Hart et autres. Alors il fonde Aquarius Records qui sera un label de musique anglophone. Elle a été rachetée par Donald K. Donald en 1983. Donald Tarlton sera le président jusqu'en 2004. L'étiquette était située au 1445, rue Lambert-Closse, bureau 300 à Montréal jusqu'en 2002, année de son déménagement au 1055, boul. René-Lévesque Est, toujours à Montréal.

## Artistes parrainés
- Corey Hart
- Conway Twitty
- Mike Felaverto
- Sum 41